# Disa walteri
Disa walteri är en orkidéart som beskrevs av Rudolf Schlechter. Disa walteri ingår i släktet Disa och familjen orkidéer. Inga underarter finns listade i Catalogue of Life.